# 布倫德河
50°19′23.5″N 10°13′21.2″E / 50.323194°N 10.222556°E

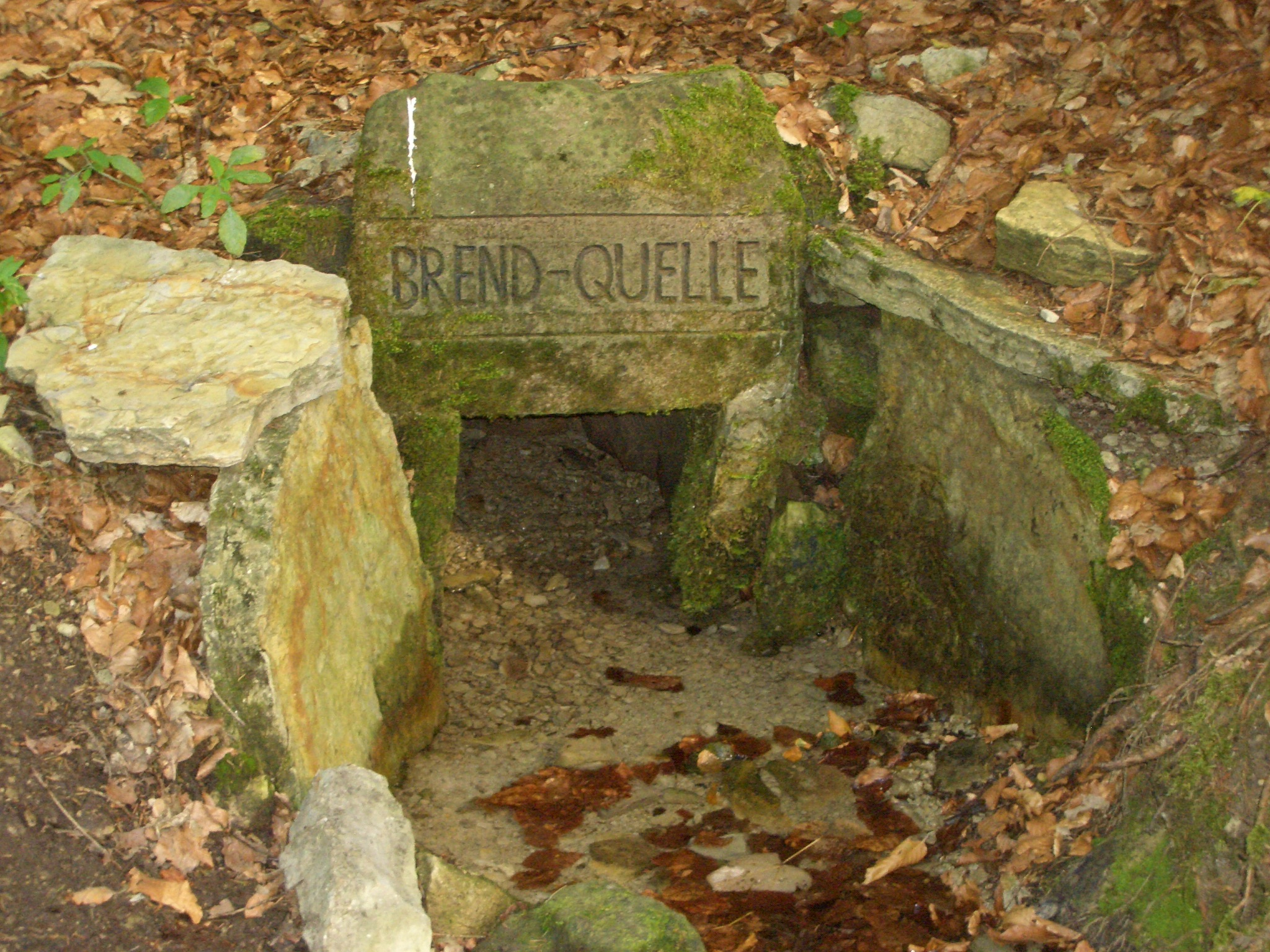

布倫德河（德語：Brend，發音：[ˈbʁɛnt]），是德國巴伐利亞州的河流，位於該國東南部，屬於法蘭克尼亞薩勒河的右支流，河道全長29.7公里，流域面積139.9平方公里。